# Joy-Lance Mickels
Joy-Lance Mickels (* 29. März 1994 in Siegburg) ist ein deutscher Fußballspieler mit kongolesischen Wurzeln.

## Karriere
Mickels begann bereits mit vier Jahren bei der VSF Amern mit dem Fußballspielen und wurde anschließend ab dem Jahr 2005 acht Jahre lang bei Borussia Mönchengladbach ausgebildet. In der Saison 2012/13 gelangte Mickels, der mit 17 Toren und drei Vorlagen sein bestes Jahr spielte, mit der A-Jugend der Borussia bis ins Halbfinale des DFB-Junioren-Pokals, wo man gegen den 1. FC Kaiserslautern im Elfmeterschießen ausschied. Innerhalb der Spielzeit kam er auch zu seinem ersten Einsatz in der Regionalligamannschaft, der er ab Sommer 2013 fest angehörte.
Ein Jahr später wechselte der Flügelstürmer zum FC Schalke 04, für dessen Amateurmannschaft er in zwei Spielzeiten auf neun Treffer und drei Vorlagen in 43 Viertligaspielen kam. Die Saison 2016/17 verbrachte Mickels weiterhin in der Regionalliga West, jedoch bei Alemannia Aachen.
Im Sommer 2017 wechselte der Offensivspieler zum Nordostregionalligisten Wacker Nordhausen. Gleich in seiner ersten Saison wurde er Stammkraft und hatte mit sechs Toren sowie zwölf Vorlagen einen großen Anteil an der Vizemeisterschaft des Vereins. Die Folgespielzeit beendete Mickels mit Wacker auf dem dritten Tabellenrang und holte mit der Mannschaft den Landespokal. Die Hinrunde 2019/20 verpasste Mickels größtenteils aufgrund einer Knieverletzung und kam im Anschluss zweimal für die Oberligamannschaft zum Einsatz.
Nachdem Nordhausen Insolvenz angemeldet hatte und viele Spieler den Verein verließen, wechselte der Flügelstürmer Ende Januar 2020 zum Drittligisten FC Carl Zeiss Jena, bei dem er einen bis Saisonende gültigen Vertrag erhielt. Im Vorfeld hatte er bereits beim Zweitligisten Dynamo Dresden erfolglos ein Probetraining absolviert. Auf verschiedenen Offensivpositionen blieb der Rheinländer ohne Torerfolg und musste mit dem Team als Tabellenletzter in die Regionalliga absteigen.
Nachdem Mickels' Vertrag nicht verlängert worden war, wurde er Ende August 2020 vom niederländischen Zweitligisten MVV Maastricht verpflichtet und unterschrieb ein bis Juni 2021 gültiges Arbeitspapier. Im Sommer 2021 unterschrieb er einen Zweijahresvertrag mit dem aserbaidschanischen Erstligisten Sabah FK. Nac Ablauf diesem ging er weiter nach Saudi-Arabien zu Al-Faisaly in die First Division League, doch schon ein Jahr später kehrte er im Sommer 2024 zum Sabah FK zurück.

## Erfolge
Wacker Nordhausen
- Thüringenpokalsieger: 2019

## Persönliches
Joy-Lances Zwillingsbruder Joy-Slayd ist ebenso Profifußballer wie der jüngere Bruder Leroy (* 1995). Die drei Brüder, deren Eltern aus dem Kongo stammen, spielten gemeinsam in der A-Jugend von Borussia Mönchengladbach.